# Объединённая церковь на Соломоновых Островах
Объединённая церковь на Соломоновых Островах (англ. The United Church in Solomon Islands) — реформатская христианская конфессия на Соломоновых Островах.

## История
Первые австралийские миссионеры были отправлены на архипелаг Соломоновых островов в 1902 году Методистским миссионерским обществом. Методисты расширили миссию на Западные острова, Мунда-Пойнт и Бугенвиль. Позже, в 1968 году, методистская церковь объединилась в Папуа-Новой Гвинее и на Соломоновых островах, чтобы сформировать Объединённую церковь в Папуа-Новой Гвинее и на Соломоновых островах. Конгрегации Бугенвиля преодолевали политические разногласия. На Западных Соломоновых островах большинство получило Лондонское миссионерское общество по соглашение между методистами и Лондонским миссионерским обществом. Церковь также привлекла к верующих реформатского происхождения. После обретения независимости   район стал известен как суверенное государство Соломоновы Острова. В 1978 году движение на Бугенвиле за отделение от Папуа — Новой Гвинеи нарушило общение внутри церкви. Половина церкви на Соломоновых Островах и в Папуа — Новой Гвинее отделилась от Церкви в 1996 году.
Церковь рукополагает как мужчин, так и женщин на служение.
Церковь на Соломоновых Островах поддерживает связи со Всемирным советом церквей, Тихоокеанской конференцией церквей.

## Статистика
Церковь насчитывает 50 000 членов и 300 общин.

## Межцерковные отношения
Член Всемирного сообщества реформатских церквей, Всемирного совета церквей и Совета всемирной миссии.

## Внешние ссылки
- Церковь на сайте Совета всемирной миссии
- Заявление церкви по поводу Covid-19